# محمد اوزون
محمد اوزون (۱ ژانویه ۱۹۵۳ در سیورک - ۱۱ اکتبر ۲۰۰۷) نویسنده و رمان‌نویس کُرد اهل کردستان ترکیه است. وی در سال ۱۹۵۳ میلادی در سیورک زاده شد.

## نویسندگی

اگرچه زبان کردی در فاصله ۱۹۲۰ تا ۱۹۹۰ در ترکیه ممنوع بود ولی او نوشتن به زبان مادری خویش را آغاز نمود. از سال ۱۹۷۷ تاکنون وی به عنوان یک پناهنده سیاسی در کشور سوئد زندگی می‌کند. به عنوان یک نویسنده، او سهم بزرگی در شکل‌گیری و ایجاد زبان ادبی مدرن کُردی داشت و رسم داستان‌سرایی کهن کُردی را به شیوه‌ای مدرن احیا کرده‌است. از سال ۱۹۷۷ تا سال ۲۰۰۵ او به صورت تبعید به عنوان پناهندۀ سیاسی در سوئد زندگی کرد. در طی این مدت در اسکاندیناوی، او به عنوان یک نویسنده کتاب‌ها و تألیفات بسیاری به انتشار رساند و تعداد زیادی رمان و مقاله به زبان کُردی نوشت. او در این زمان در شکل دادن به زبان و ادبیات مدرن کُردی کرمانجی مشارکت فعالی نمود. محمد اوزون در ماه ژوئن سال ۲۰۰۵ به استانبول ترکیه برگشت. اوزون در کلوب اهل قلم و انجمن نویسندگان سوئد عضویت داشت.

## درگذشت
در ماه مه سال ۲۰۰۶ اعلام شد که محمد اوزون به بیماری سرطان مبتلا شده‌است. بعد از معالجه در کارولیسکا یا بیمارستان دانشگاه کارولیسکای استکهلم، در سوئد، او دوباره به ترکیه برگشت و در در روز ۱۰ اکتبر ۲۰۰۷ درگذشت.

## کارها
محمد اوزون هفت رمان به زبان کُردی چاپ و منتشر کرده‌است. او به انجام اصلاحاتی نوگرایانه در شعر و نثر ادبیات کُردی دشت زد که در نوع خود بدیع و تأثیرگذار بود. موفقیت مهم و حساس او با رمان "در سایه آخرین عشق" (Siya Evînê) به‌ دست آمد. داستان افسانه شده در سال ۱۹۲۰، که اندیشمندان کُرد نتوانستند دربارهٔ مبارزه و تلاش او به خاطر عشق او به یک زن و وظیفۀ او برای مبارزه با جمهوری جدیدالتأسیس ترکیه تمایز قائل شوند. در سال ۱۹۹۰ رمان‌های او به زبان‌های اروپایی ترجمه شد. دو کتاب‌ اوزون به زبان سوئدی ترجمه و چاپ شد، و مجموعه‌ای از مقالات توصیفی او Granatäppelblomning' (گل انار) و رمان 'I skuggan av en förlorad kärlek (در سایۀ آخرین عشق) هم به زبان سوئدی ترجمه شدند. با همکاری با مادلین گرایو، همچنین او مجموعه قوانین شعر و نثر بین‌المللی را منتشر کرد، Världen i Sverige جهان به زبان سوئدی، دربارهٔ یک پیش‌قدم مجموعه قوانین شعر و نثر که در سوئد زاده نشده بود اما در آن کشور زندگی کرده و کار نویسندگی را انجام داده بود. او همچنین اثرات خود را در انستیتوی کردی پاریس، به کُردی کرمانجی چاپ و منتشر کرد. اوزون به‌خاطر کار جدید و نوی خود در داستان‌سرایی سنتی هم به سبک جدید و هم در سبک قدیمی بود و برای ماجراها و مشکلات زندگی اخلاقی خود و اعتقاد بی‌پروا و نیرومند خود به قدرت کلمه در سال ۲۰۰۱ برنده جایزه Torgny Segerstedt شده‌است.

### ترجمه به فارسی
از آثار محمد اوزون رمان Bîra Qederê یا همان چاه سرنوشت که داستان زندگی میرجلادت علی بدرخان از شخصیت‌های نامدار کُرد است توسط جلال (آراس) عثمانیان به فارسی ترجمه و از سوی انتشارات عمو علوی چاپ شده‌است.

## تلاش و تحقیق برای حفظ زبان مادری
محمد اوزن چندین بار به علت فعالیت‌های خود در زمینۀ ادبیات کردی در ترکیه بازداشت شده‌است. او در ۲۱ ماه مارس سال ۱۹۷۶ به علت ویرایش مجله کُردی-ترکی بازداشت شد و به عنوان جدایی‌خواه محکوم شد و در زندان مرکزی آنکارا زندانی شد. در طی دورۀ بازجویی و محاکمه خود در تابستان سال ۱۹۷۶، او سعی کرد موجودیت کُردها و زبان کُردی را ثابت کند. بیانیۀ دادستان حاکی از آن بود که کُردها و فرم زبان کُردی وجود ندارد. اگرچه با این ادعای خود برخلاف رأی دادستانی به عنوان جدایی‌خواه تلقی شد و به مجازات محکوم شد. او به هشت ماه زندان محکوم شد. بعد از آزادی از زندان او هنوز تحت محکومیت برای مسئولیت و نقش خود در ویرایش مجلۀ مذکور، قرار داشت و در نتیجه او پناهندگی را انتخاب کرد و در سال ۱۹۷۷ به سوئد رفت. مقررات اعمال‌شده و قانونی در آن زمان بازگشت او را به سرزمین مادریش کردستان ترکیه غیرممکن نمود. در نتیجه، در سال ۱۹۸۱ با تصمیم دولت نظامی وقت ترکیه و همانند بسیاری از اندیشمندان و متفکران تُرک و کُرد، او تابعیت خود را لغو کرد. اوزون کار تحقیق زبان‌شناسی را در استکهلم دوباره آغاز کرد و کمک‌های مالی از طرف دولت سوئد دریافت کرد. برای جمع‌آوری لغات و واژه‌ها و فولکلور و فرهنگ خود او رهبر کردهای عراق را در درۀ کوه‌های مرکز شورش عراق ملاقات کرد که تا عصر در کلبه‌ای به شنیدن اشعار کُردی و گوش کردن به داستان‌های داستان‌سرایان در نور چراغ نفت‌سوز پرداخت. او برای این الفبای عربی را یاد گرفت تا بتواند اشعار کُردی قرن‌های شانزدهم و هفدهم را بخواند.
بعداً او چند نسخۀ کمیاب از مجلات چاپ‌شده توسط پناهندگان کُرد را دریافت کرد. ماجراهای مریض‌گونه و مرگ‌آور و کُشندۀ این پیشگامان در اساس و بنیۀ دو رمان او، دربارهٔ مبارزات کُردها در طی سال‌ها و دهه‌ها در همۀ اثرها و داستان‌های او قرار دارد. او همچنین هیئت ویرایش اندیشمندان و متفکران، که به کُردها کمک مالی می‌کردند تا به اروپا پرواز کنند تا این لغات و واژه‌های مبهم و ناشناخته را برای جهانیان روشن کنند.
بعد از زندگی به عنوان پناهنده برای سالیان متمادی، او به ترکیه برگشت تا دربارهٔ ادبیات کردی، هفت کتاب خود، شش کتاب به زبان کُردی و یکی به زبان تُرکی که توسط دادخواست شماره ۳۹/۲۰۰۰ چهارمین دادگاه امنیتی ایالتی دیاربکر در ماه فوریۀ سال ۲۰۰۰ ممنوع شده بود.

## دیدگاه‌های دیگران
- عبدالله اوجالان نظریه‌پرداز و رهبر سیاسی کُرد و بنیانگذار حزب کارگران کردستان که از ۱۹۹۹ در زندان است، در یکی از ملاقات‌های خود دربارهٔ سلامت او پرسید و گفت که "محمد اوزون یک فرد بی‌مانند برای ما است".

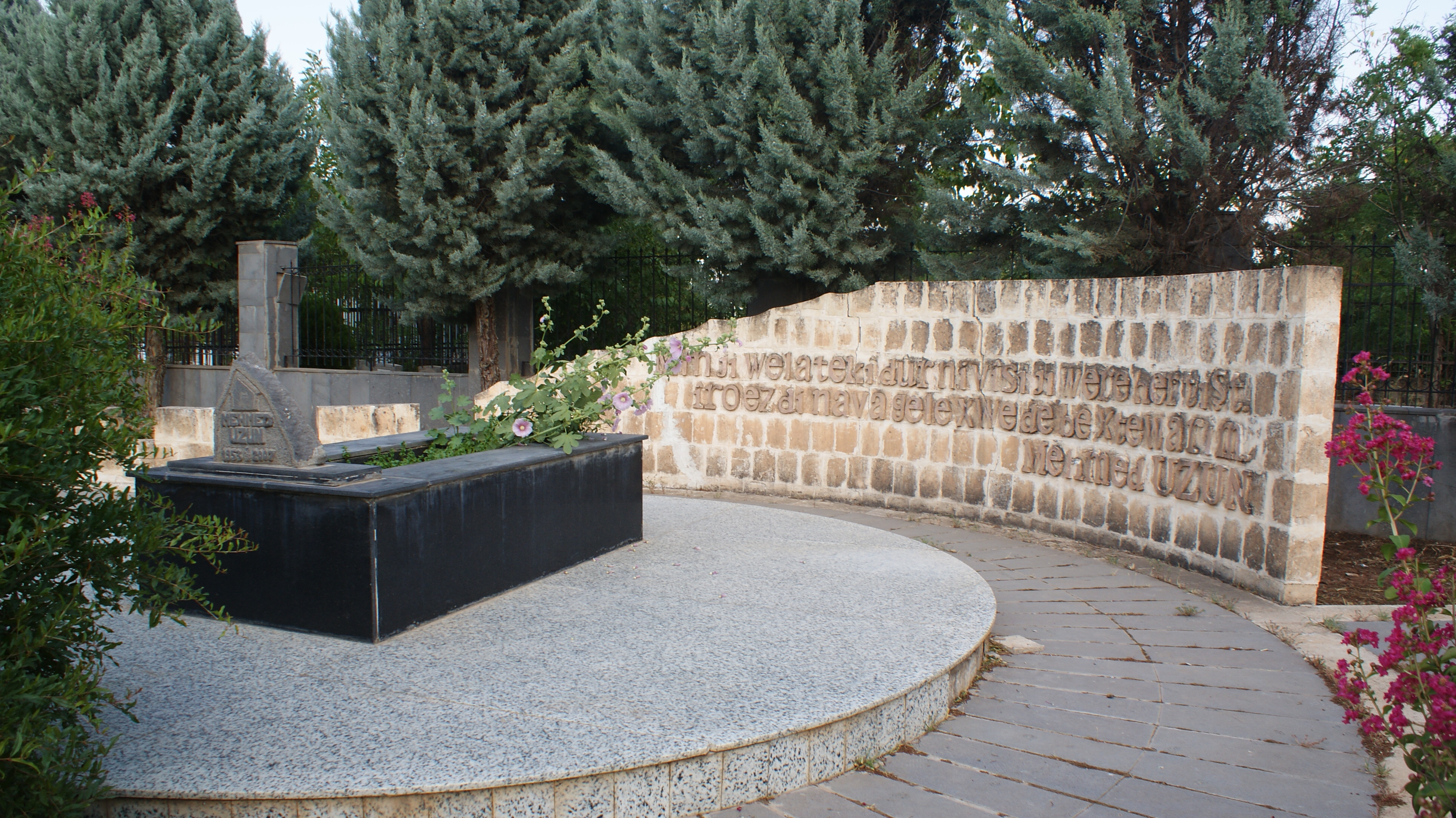
قبر و یادمان محمد اوزون در گورستان ماردین‌کاپی دیاربکر. بر روی دیوار یادبود جمله‌ای از اوزون به زبان کُردی نوشته شده: «من از کشوری دوردست دربارۀ‌ همه‌چیز نوشتم. اکنون در میان خلقم خوشبخت هستم.»

## آثار

### کتاب‌ها
1. Tu (You)، Novel، ۱۹۸۵.
2. Mirina Kalekî Rind (Death of a Nice Old Man)، Novel، ۱۹۸۷.
3. Siya Evînê (Shadow of Love)، Novel، ۱۹۸۹. Translated into Swedish as "I skuggan av en förlorad kärlek" ،Översättning av Ingmar Björkstén، Ordfront förlag، ۲۴۱ s.، Stockholm، ۲۰۰۱، ISBN 91-7324-716-2، Pris: ۳۰۳ SEK
4. Ji Rojên Evdalê Zeynikê (From the days of Evdal Zeynikê)، Novel، ۱۹۹۱.
5. Destpêka Edebiyata Kurdî (The Beginning of Kurdish Literature] ،Research، ۱۹۹۲.
6. Mirina Egîdekî (Death of a Hero)، Poetry، ۱۹۹۳.
7. Hêz û Bedewiya Pênûsê (The Strength and Beauty of the Pen)، Essays، Nudem Publishers، ۲۰۳p.، ۱۹۹۳.
8. Bîra Qederê : Roman (Memory of Destiny: A Novel)، Istanbul، Avesta Publishers، ۱۹۹۵، ۲۶۰ p. (Re-published by Nefel، Sweden، ۲۰۰۲، ISBN 91-89687-11-6).
9. Världen in Sverige (Anthology، in Swedish)
10. Dinya Li Swêdê (The World in Sweden)، same anthology، in Kurdish، with Madliene Grive، ۱۹۹۵.
11. Antolojiya Edebiyata Kurdî (Anthology of Kurdish Literature] (anthology، ۲ vols.، ۱۹۹۵).
12. Ronî Mîna Evînê Tarî Mîna Mirinê (Light like Love، Dark like Death)، Novel، Avetsa Publishers، ۳۵۰ p.، ۱۹۹۸.
13. Hawara Dîcleyê I، Novel، Nefel Publishers، Sweden، ۲۳۰ pp.، ۲۰۰۳، ISBN 91-89687-13-2.

### مقالات
1. Mehmed Uzun، "Words Washed by the Waters of the Euphrates"، International Journal of Kurdish Studies، Vol.۱۴، No. ۱&۲،pp.۳۶-۴۰، ۲۰۰۰.
2. Mehmed Uzun، The Kurdish Renaissance in Exile، The Journal of the International Parliament of Writers، Vol. ۱، Jan. ۲۰۰۱، pp.۶۷-۷۸.
3. Mehmed Uzun، The Nature of Fiction، Index on Censorship Journal، vol.۴، ۲۰۰۱.
4. Mehmed Uzun، Diyarbakir: the slap in the face، International Journal of Kurdish Studies، Jan. ۲۰۰۳.